# Puerto Rico i olympiska sommarspelen 1968
Puerto Rico deltog med 58 deltagare vid de olympiska sommarspelen 1968 i Mexico City. Ingen av landets deltagare erövrade någon medalj.